# Pepijn van Vermandois
Pepijn van Vermandois (ca. 818 - na 850) was een zoon van Bernard van Italië en van Cunigonde. Hij is de eerste van de graven van de Vermandois die twee eeuwen lang tot de belangrijkste feodale vorsten van Frankrijk hoorden.
In 834 bevrijdde hij samen met andere Italiaanse edelen keizerin Judith van Beieren uit het klooster van Cortona waar ze was opgesloten door haar opstandige stiefzoons en bracht haar naar Lodewijk de Vrome in Aken. Als beloning werd hij in 836 benoemd tot graaf van St. Quentin, Senlis en Peronne. Net als veel andere getrouwen van Lodewijk de Vrome steunde hij na diens dood in 840 zijn jongste zoon Karel de Kale maar toen Lotharius I optrok naar Parijs koos Pepijn diens kant. Na het verdrag van Verdun werd hij blijkbaar weer zonder problemen vazal van Karel en behield zijn functies.
Pepijn was getrouwd met een onbekende vrouw. Op grond van het gegeven dat zijn kinderen goederen in de Vexin erfden wordt verondersteld dat zij dochter was van een edelman Theoderic uit de Vexin, die achterkleinzoon was van Childebrand. Theoderics vader en grootvader heetten beiden Nibelung. Pepijn en zijn vrouw kregen de volgende kinderen:
- Bernard
- Pepijn II
- Herbert I van Vermandois
- mogelijk een dochter met de naam Cunigonde
- mogelijk een onbekende dochter die in haar eerste huwelijk was getrouwd met Berengar van Bayeux en in haar tweede huwelijk met Wido van Senlis

## Voorouders
| Voorouders van Pepijn van Vermandois (818-850) | Voorouders van Pepijn van Vermandois (818-850)          | Voorouders van Pepijn van Vermandois (818-850)          | Voorouders van Pepijn van Vermandois (818-850)          | Voorouders van Pepijn van Vermandois (818-850)          |                                                         |
| ---------------------------------------------- | ------------------------------------------------------- | ------------------------------------------------------- | ------------------------------------------------------- | ------------------------------------------------------- | ------------------------------------------------------- |
| Overgrootouders                                | Karel de Grote (747-814) ∞ Hildegard (758-783)          | ? (-) ∞ ? (-)                                           | ? (-) ∞ ? (-)                                           | ? (-) ∞ ? (-)                                           |                                                         |
| Grootouders                                    | Pepijn van Italië (777-810) ∞ ? (-)                     | Pepijn van Italië (777-810) ∞ ? (-)                     | ? (-) ∞ ? (-)                                           | ? (-) ∞ ? (-)                                           |                                                         |
| Ouders                                         | Bernhard van Italië (797-818) ∞ Kunigonde van Laon. (-) | Bernhard van Italië (797-818) ∞ Kunigonde van Laon. (-) | Bernhard van Italië (797-818) ∞ Kunigonde van Laon. (-) | Bernhard van Italië (797-818) ∞ Kunigonde van Laon. (-) | Bernhard van Italië (797-818) ∞ Kunigonde van Laon. (-) |